# Friedrich Boerner
Friedrich Boerner ou Börner (Leipzig, 17 juin 1723- ibidem, 30 juin 1761) était un médecin allemand. 
Son père, Christian Friedrich Boerner, voulait qu'il étudiât la théologie, et il commença la théologie à l'Université de Wittemberg, mais finalement, il finit la médecine. Il fut professeur de cette université et il rentra à Leipzig avec le commencement de la guerre de Sept Ans.

## Œuvres
- De arte gymnastica nova, Dissertation, Helmstedt 1748
- Nachrichten von den vornehmsten Lebensumständen und Schriften jetztlebender berühmter Ärzte und Naturforscher in und um Deutschland, 1748–1764 14 Stück in 3 Bänden
- Untersuchung der Frage: Ob dem Frauenzimmer erlaubt sey, die Arzncykunst auszuüben? Leipzig 1750
- Commentatio de Alexandro Benedicto, medicinae post literas renatas restauratore. Braunschweig 1751
- Comment, de vita, moribus, meritis et scriptis Hieronyini Mercurialis, Forolivicnsis. Braunschweig 1751
- Comment, de Cosma et Damiano, artis medicae olim et adhuc hodie hinc illincque tutelaribus. Cum tabb. aen. Helmstedt 1751
- Comment. de vita et meritis Martini Pollichii, Mellerstadii, primi in Academia Vitembergensi Rectoris Magnifici et Prof. med. Wolfenbüttel 1751
- Bibliothecae libiorum rariorum physico – medicorum historico – criticae. Specimen I. Helmstedt 1751 – Specimen II. Helmstedt 1752
- Super locum Hippocratis, in iureiurando maxime vexatum, meditationes. Leipzig 1752
- Noctes Guelphicae, sive opuscu’a argumenti med. Litterarii, 1755
- Relationes de libris physico- medicis etc. Fasc. I, 1756
- Memoriae professorum medicinae in Academia Vittebergensi, inde a primis illius initiis renovatae Spec. I. II., 1755, 1756